# Winzlar
Winzlar este o localitate situată pe malul lacului Steinhuder Meer, care aparține de orașul Rehburg-Loccum din landul Saxonia Inferioară, Germania.